# Hermandad de Campoo de Suso
Hermandad de Campoo de Suso es un municipio de la comunidad autónoma de Cantabria (España), se encuentra en la comarca de Campoo-Los Valles. Limita al norte con Polaciones, la mancomunidad de Campoo-Cabuérniga y Los Tojos, al este con Campoo de Enmedio y Valdeolea, y al sur con la provincia de Palencia (Castilla y León), de la que está separada por la sierra de Híjar.
Es el segundo municipio de Cantabria por extensión, solo por detrás de Valderredible, ocupando casi todo el valle del Híjar. En la localidad de Fontibre tiene su nacimiento el río Ebro.
Curiosamente el municipio ha conservado el nombre de «Hermandad», palabra que en la Edad Media hacía referencia a la unión de concejos. Otros municipios de la comarca como Campoo de Enmedio o Campoo de Yuso, que también eran hermandades, eliminaron dicho título al convertirse en municipios.

## Símbolos
El ayuntamiento posee un escudo herádico municipal aprobado en 1990. El escudo tiene forma ibérica o española: cuadrilongo con el borde inferior redondeado en la punta, y su descripción es la siguiente: Cortado: 1.º, en campo de gules, un castillo de plata flanqueado por dos coronas marquesales; 2.º, en campo de oro, cadena de montañas de sinople y sus picos de plata, fileteados de sable, y en punta, ondas de azur y plata. Bordura general de oro cargada con la leyenda «FONTES IBERIA» en letras de sable. Al timbre, corona real cerrada.
Por otro lado, la bandera consiste en cuatro rectángulos: 1.º, campo de verde; 2.º y 3.º, campos de blanco cargados de corona marquesal de oro; 4.º, campo de gules.

## Geografía
El valle que lo conforma se encuentra rodeado por la sierra del Cordel, al norte, y la sierra de Híjar, al sur. En la cumbre del pico Tres Mares, a 2175 metros, se juntan las divisorias de las tres vertientes de la península ibérica: la Cantábrica, la Atlántica y la Mediterránea.
En la sierra de Híjar, zona de frondosos bosques de hayas y robles, está la cota más alta de Campoo, el Cuchillón (2 222 m s. n. m.), y en su cabecera y unión con la sierra de Cordel, nace el río Híjar, origen del Ebro.
Hacia el norte, la carretera se adentra, por el puerto de Palombera, en el parque natural Saja/Besaya, que se extiende por varios municipios.
Se conservan en el municipio varios árboles singulares, como el nogal de la Hoz de Abiada, la cagiga de Abiada y el tejo de La Lomba.

## Demografía
Hermandad de Campoo de Suso cuenta con una población de 1616 habitantes (INE 2024).
| Gráfica de evolución demográfica de Hermandad de Campoo de Suso entre 1842 y 2021 |
| |
| Población de derecho según los censos de población del INE Población de hecho según los censos de población del INEEn este censo se denominaba Campo de Suso: 1842 En estos censos se denominaba Valle de Campó de Suso: 1857, 1860 y 1877 Entre el censo de 1887 y el anterior, crece el término del municipio porque incorpora a Marquesado de Argüeso |

A lo largo del pasado siglo, la población de este municipio rural fue descendiendo lentamente de la mano de la progresiva pérdida de importancia del sector primario, que tradicionalmente ocupó a sus habitantes. Muchos habitantes del municipio se trasladaron a Reinosa atraídos por las posibilidades de empleo que la industria reinosana ofrecía. Sin embargo en los últimos años este descenso parece haberse estancado, al perder importancia la industria de Reinosa, lo que ha provocado la situación contraria, es decir se produce la llegada de población desde otros municipios cercanos como Reinosa, que buscan tranquilidad lejos de la ciudad en los pequeños pueblos del municipio.

## Administración y política

### Gobierno municipal
Pedro Luis Gutiérrez González (PP) es el actual alcalde del municipio. Las siguientes tablas muestran los resultados de las elecciones municipales celebradas en el año 2003, 2007 y 2011.
| Partido político                         | 2023  | 2023  | 2023       | 2019  | 2019  | 2019       | 2015  | 2015  | 2015       | 2011  | 2011  | 2011       | 2007  | 2007  | 2007       | 2003  | 2003  | 2003       |
| Partido político                         | Votos | %     | Concejales | Votos | %     | Concejales | Votos | %     | Concejales | Votos | %     | Concejales | Votos | %     | Concejales | Votos | %     | Concejales |
| Partido Popular (PP)                     | 562   | 47,78 | 5          | 534   | 43,62 | 4          | 647   | 53,69 | 5          | 770   | 56,66 | 6          | 716   | 48,81 | 5          | 822   | 56,57 | 6          |
| Partido Socialista Obrero Español (PSOE) | 291   | 24,74 | 2          | 322   | 26,30 | 3          | 123   | 10,21 | 1          | 106   | 7,80  | 0          | 127   | 8,66  | 0          | 232   | 15,97 | 1          |
| Partido Regionalista de Cantabria (PRC)  | 127   | 10,79 | 1          | 179   | 14,62 | 1          | 400   | 33,20 | 3          | 459   | 33,77 | 3          | 592   | 40,35 | 4          | 381   | 26,22 | 2          |
| Vox                                      | 186   | 15,81 | 1          | —     | —     | —          | —     | —     | —          | —     | —     | —          | —     | —     | —          | —     | —     | —          |
| Ciudadanos (CS)                          | —     | —     | —          | 184   | 15,03 | 1          | —     | —     | —          | —     | —     | —          | —     | —     | —          | —     | —     | —          |

### Organización territorial

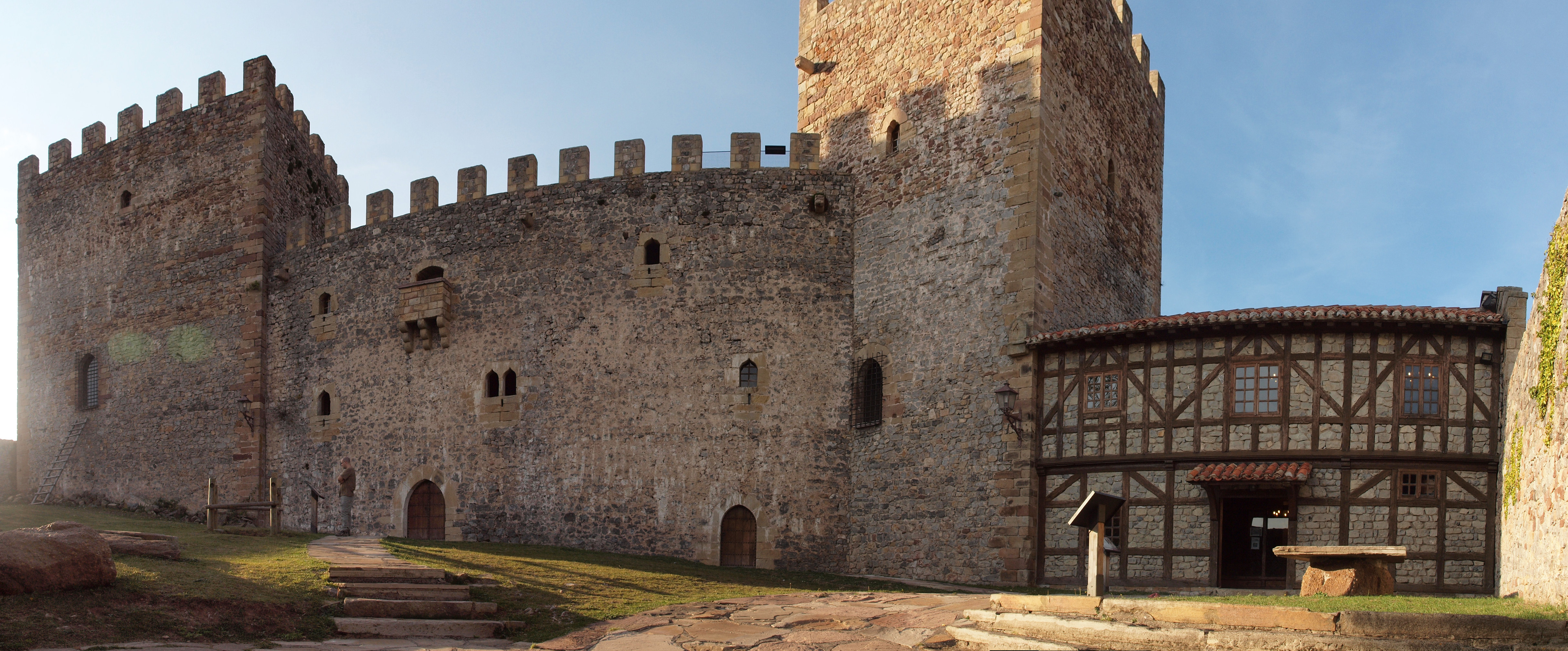
Castillo de Argüeso

La población del municipio se distribuye en pequeños pueblos que en la mayoría de los casos no superan los 100 habitantes. Por población los pueblos más importantes son: Espinilla, la capital, Salces, Villacantid, Soto e Izara.
Sus 1616 habitantes (INE, 2024), se reparten así:
- Abiada, 84 hab.
- Argüeso, 69 hab.
- Barrio, 60 hab.
- Brañavieja, poblado situado en las proximidades de Alto Campoo y en el que no reside población permanentemente, ya que la población solo habita en la temporada de esquí.
- Camino, 34 hab.
- Celada de los Calderones, 84 hab.
- Entrambasaguas, 64 hab.
- Espinilla (Capital), 112 hab.
- Fontibre, 65 hab.
- Hoz de Abiada, 48 hab.
- Izara, 72 hab.
- La Lomba, 37 hab.
- Mazandrero, 48 hab.
- La Miña, 55 hab.
- Naveda, 54 hab.
- Ormas, 45 hab.
- Paracuelles, 39 hab.
- Población de Suso, 12 hab.
- Proaño, 41 hab.
- Salces, 215 hab.
- La Serna, 16 hab.
- Soto, 73 hab.
- Suano, 78 hab.
- Villacantid, 143 hab.
- Villar, 68 hab.

## Economía
Tradicionalmente, este municipio del sur de Cantabria ha vivido del sector primario. Principalmente del ganado vacuno, destacando la vaca tudanca. Las familias también practicaban una agricultura minifundista de subsistencia.
En la actualidad el sector primario sigue teniendo importancia, aunque normalmente las familias combinan las actividades agropecuarias con el trabajo en el sector servicios o en la industria de Reinosa. El sector servicios aumenta en importancia progresivamente, sobre todo ligado al alojamiento rural y a la proximidad de la estación invernal de Alto Campoo. La industria en el municipio es mínima y la mayoría de trabajadores de este sector se trasladan diariamente a trabajar a los polígonos industriales de Reinosa.

## Patrimonio
Tres son los bienes de interés cultural de este municipio, con categoría de monumento:
- Iglesia de Santa María la Mayor, en Villacantid. Es de estilo románico y conserva parte del edificio original, del siglo XII: una nave; el ábside, de muy bellas proporciones y cuidada escultura aunque pequeña; y la portada con varias arquivoltas, que fue desplazada de su lugar original en la fachada sur para colocarla adosada al ábside. El resto de la iglesia, como la torre, es de poco interés, del siglo XVII.

Desde 2005 alberga el centro de interpretación del Románico.
- Castillo de San Vicente, en Argüeso, que según algunos no es castillo, ya que consta simplemente de dos torres unidas por un edificio central y rodeadas por un muro en uno de sus lados. Esto no impide que sea una de las fortificaciones más interesantes de Cantabria.
- Torre medieval y casa solariega anexa a la misma, en Proaño. Buen ejemplo de arquitectura residencial/defensiva medieval.

Además, es un Bien de interés local el Puente de Riaño sobre el río Híjar, en Riaño. Se remonta a la Edad Media, tiene un solo ojo y mide aproximadamente 11 metros de longitud.
Los menhires de Sejos, al noroeste del municipio, y una estructura tumular cerca de Argüeso, son los vestigios más antiguos de ocupación humana en el municipio. De la época prerromana se encuentra, también en el lugar de Argüeso, un castro cántabro. El puente de Soto se atribuye, con ciertas dudas, a los romanos.
Se han encontrado restos de enterramientos altomedievales en la capital del municipio, Espinilla. Como la iglesia de Villacantid, la de San Félix, en Fontibre, tiene elementos románicos, y se inició en el siglo XII.
Muchas de las iglesias de la zona son renacentistas o barrocas, de escaso interés, y barroca es también la imaginería de ellas, destacando el retablo de la Hoz de Abiada.